# Rhythmbox
Rhythmbox é um tocador de áudio (português brasileiro) ou reprodutor de audio (português europeu) que reproduz e ajuda a organizar músicas digitais. Originalmente inspirado no iTunes, da Apple, ele é software livre de código aberto, projetado para trabalhar bem no ambiente gráfico GNOME usando o GStreamer como framework de mídia.

## Recursos
Rhythmbox oferece um crescente número de recursos, incluindo:

### Reprodução de Música
É suportada a reprodução de uma variedade de fontes de músicas digitais. A reprodução mais comum é de música guardada localmente como arquivos no computador (a 'Biblioteca'). Rhythmbox suporta reprodução por fluxo de rádio pela internet e também podcast. O padrão Replay Gain é suportado usando o GConf-editor.
Pesquisa e organização de músicas na biblioteca é suportada. Listas de reprodução podem ser criadas para agrupar e ordenar músicas. Usuários podem também criar 'listas expertas de reprodução', que são automaticamente atualizadas (como uma pesquisa na base de dados) baseadas em uma regra customizada de critério de seleção ao invés de uma lista de faixas arbitrária. Músicas podem ser reproduzidas em modo aleatório ou modo repetido.
Ranking de faixas é suportado e usado pelo algoritmo do modo aleatório para reproduzir faixas mais pontuadas mais vezes.

### Reprodução sem intervalos
Habilitando a opção de suavização entre músicas com a duração de 0.0 o torna reprodutor em modo sem intervalos de transição entre músicas para formatos que suportam o recurso. Reprodução sem intervalos não é habilitada por padrão.

### Importação de músicas
- Cópia de CD de audio (requer o pacote opcional Sound Juicer)
- Suporte a formatos de audio compreensíveis através do GStreamer
- Suporte a iPod (experimental)

### Gravação de CD de áudio
Desde o lançamento 0.9, o Rhythmbox pode criar CD de áudio das listas de reprodução.

### Mostra da Capa
Desde o lançamento 0.9.5, o Rhythmbox pode mostrar arte da capa do álbum que está sendo executado. O plugin pode procurar pela internet para encontrar a arte correspondente, e a partir da versão 0.12.6, pode ler arte de tags ID3. Se um arquivo de imagem é salvo no mesmo diretório da faixa de audio ele é usado no lugar.

### Mostra de letra da música
Desde o lançamento 0.9.5, Rhythmbox pode prover letras de música da música que está sendo executado, pressionando-se a tecla ctrl-L. (desde que esteja guardada em uma base de letras como leoslyrics).

### Suporte ao Last.fm
Desde o lançamento 0.9.6, o Rhythmbox pode enviar informações das músicas reproduzidas para sua conta no Last.fm (conhecido como  "scrobbling"). Desde o lançamento 0.9.7 ele pode também reproduzir rádios do Last.fm.

### Suporte ao Jamendo
Desde o lançamento 0.9.6, o Rhythmbox pode navegar e executar toda a biblioteca de músicas grátis do Jamendo.

### Compartilhamento DAAP
A versão 0.10.0 suporta compartilhamento DAAP.

### Integração

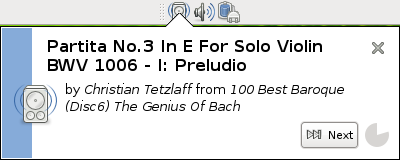
Rhythmbox pode estar facilmente integrado ao Painel do GNOME.

O Rhythmbox está extensivelmente integrado com um número de programas, serviços e dispositivos incluindo:
- Integração de menu de contexto do Nautilus file manager, reprodução em "hover mode" no Nautilus
- XChat, através de um plugin XChat. Rhythmbox XChat Announcer written in Perl
- «Pidgin-Rhythmbox». automaticamente atualiza o perfil de usuário do Pidgin com detalhes da música que está sendo reproduzida.
- Gajim e Pidgin incluem opções para atualização automática do status do usuário com detalhes da música que está sendo reproduzida[3]
- aMSN e emesene podem mudar a mensagem pessoal do usuário para a música que está sendo executada através do plugin "music" (aMSN) e o plugin "CurrentSong" (emsene), similar ao Messenger Plus! Live
- Music Applet(antes conhecido como Rhythmbox Applet), um applet para o painel do GNOME que provê controles de reprodução do Rhythmbox pelo painel. Music Applet foi substituído pelo Panflute
- Rhythmlet, outro gDesklet que that recupera artes de álbum localmente ou da Amazon.com, tem linhas de exibição configuráveis, controles de reprodução, ranking editáveis e barra de localização
- SideCandyRhythmbox, um controle para Rhythmbox baseado em gDesklet e exibição SideCandy
- Rhythmbox XSLT permite a biblioteca de músicas ser vista como uma página de internet
- Drivel insere o nome da faixa da qual o Rhytnmbox está reproduzindo em um post de blog no LiveJournal
- Rhythmbox Tune Publisher publica a faixa que está sendo reproduzida no Rhythmbox ao XMPP através do protocolo User Tune (usado pelo Jabber World Map)
- FoxyTunes, uma extensão para Mozilla Firefox que permite controle de reprodução do Rhythmbox de dentro do navegador
- Plugins para navegação e audição a álbuns licenciados pela Creative Commons do Jamendo e Magnatune.

### Dispositivos
O Rhythmbox usa o Hardware Abstraction Layer (HAL) do Linux para detectar dispositivos de reprodução.